# Return to Cookie Mountain
Albums de TV on the Radio
Desperate Youth, Blood Thirsty Babes
(2004) Dear Science
(2008)
Return To Cookie Mountain est le deuxième album du groupe américain TV on the Radio, sorti en 2006. L'on y trouve diverses influences, telles la soul, mais aussi le rock psychédélique.
L'album est sorti officiellement le 6 juillet 2006 sur étiquette 4AD, sauf aux États-Unis et au Canada. La sortie nord-américaine, par Interscope, s'est faite le 12 septembre 2006.
David Bowie, qui a toujours montré son grand intérêt pour ce groupe, chante sur Province. Il a lui-même contacté TV on the Radio pour participer à une chanson. Katrina Ford, du groupe Celebration, prête sa voix à Wolf Like Me, Let The Devil In et Blues From Down Here. La version américaine de l'album inclut trois chansons en bonus, dont Snakes & Martyrs, mettant en vedette Kazu Makino de Blonde Redhead.
La sortie nord-américaine a notamment été précédée de sept courtes promos, diffusées sur YouTube à l'été 2006, mettant en vedette des figurants, des membres du groupe (principalement David Andrew Sitek) et le jeune comédien Brandon Ratcliff, âgé de huit ans.
Return to Cookie Mountain a été élu album de l'année 2006 par le magazine Spin et deuxième meilleur album par Pitchfork.

## Liste des titres
1. I Was a Lover – 4:21
2. Hours – 3:55
3. Province – 4:37
4. Playhouses – 5:11
5. Wolf Like Me – 4:39
6. A Method – 4:25
7. Let the Devil In – 4:27
8. Dirtywhirl – 4:15
9. Blues From Down Here – 5:17
10. Tonight – 6:53
11. Wash the Day – 8:08

## Titres en bonus sur la version américaine
12. Snakes and Martyrs – 4:07
13. Hours (El-P Remix) – 4:26
14. Things You Can Do – 5:26